# Yingo Paraguay (Famosos)
La séptima temporada de Yingo Paraguay, denominada Yingo Famosos, la versión con famosos fue un programa de televisión paraguayo que se transmitió por Canal 13 los días lunes, miércoles y viernes a las 20:30 horas, conducido por Chiche Corte y Paola Maltese, en donde un grupo de participantes históricos y figuras famosas del mundo del espectáculo nacional, además de modelos, cantantes y bailarines deben participar en distintas pruebas físicas con el fin de poder ganar un gran premio final.

## Séptima Temporada
Comenzó el día viernes 21 de marzo de 2014, presentando a los nuevos participantes que van a competir en esta temporada, que fueron 26. 16 famosos más los históricos que fueron 10. En esta oportunidad el sistema de competencia es el mismo de las temporadas anteriores, ellos compitirán en los ya conocidos equipos lila y verde, dichos equipos, los lunes, miércoles y viernes, se enfrentaban en distintas pruebas físicas y artísticas, las cuales valían puntos, 20 puntos para el primer lugar, y 10 para el segundo, para así sumar la mayor cantidad de puntos, de esta manera se da a conocer quién es el ganador del día. Mientras tanto que el equipo perdedor tiene inmediatamente a dos de sus integrantes sentenciados. Es así como se busca conocer a los seis integrantes sentenciados de la semana, y en la noche de eliminación se veía quién o quiénes dejaban el programa.
Los participantes históricos que reingresaron a competir son los siguientes:
- Anabel Arias - Ganadora de la sexta temporada de Yingo Paraguay.
- Cecilio “Andy” Cabañas “El Remixero” - Cantante, ganador de la primera temporada de Yingo Paraguay y exparticipante de Baila Conmigo Paraguay 2013. Reingresó el día viernes 21 de marzo de 2014.
- Daniel Brítez “Dani Flow” - Cantante, ganador de la tercera y quinta temporada de Yingo Paraguay. Reingresó el día viernes 21 de marzo de 2014.
- Dereck Nkeng - Exparticipante de Yingo Paraguay.
- Basilis Stiene - Exparticipante de Yingo Paraguay. Reingresó el día viernes 21 de marzo de 2014.
- José Cabrera “Estifler” - Exparticipante de Yingo Paraguay.
- Jazmín Chamorro - Modelo y exparticipante de Yingo Paraguay. Reingresó el día viernes 21 de marzo de 2014.
- Martín Salinas - Cantante y exparticipante de Yingo Paraguay. Reingresó el día viernes 21 de marzo de 2014.
- Magalí Cáceres - Exparticipante de Yingo Paraguay.
- Lizzi Piñánez - Modelo, ex Miss Tunning 2012 y exparticipante de Calle 7 Paraguay y Yingo Paraguay. Reingresó el día viernes 21 de marzo de 2014.

Los participantes famosos que ingresaron a competir son los siguientes:
- Milagros “Mili” Brítez “La Kchorrita” - Cantante, Ganadora de Rojito Paraguay y exparticipante de Baila Conmigo Paraguay 2012.
- José David Troche - Cantante, exparticipante de La Academia Paraguay y exparticipante de Baila Conmigo Paraguay 2013.
- Antonella Paciello - Notaria, escribana pública y conductora de tevé.
- Fabio Giménez - Cantante y exparticipante de La Academia Paraguay.
- José Ayala - Humorista, actor y conductor de tevé.
- Mirna Pereira - Modelo.
- Ariel Gómez - Dj.
- Moisés Flor “El Monchi Papá” - Cantante, exparticipante de Cuestión de peso Paraguay.
- Juan Pablo “Torito” Giménez - Ganador de la quinta temporada de Calle 7 Paraguay y de Calle 7 Internacional.
- Chris Justimiano - Modelo.
- Thelma Ortigoza - Modelo, ex primera princesa de Miss Tanga 2012.
- Judith Gamarra - Modelo, ex Miss Tanga 2013 y exparticipante de Baila Conmigo Paraguay 2013.
- Fabiani Cantero - Cantante y exparticipante de La Academia Paraguay.
- Rodrigo Servín - Exparticipante de Calle 7 Paraguay y Ganador de Baila Conmigo Paraguay 2012.
- Fátima Román - Cantante y actriz.
- Walter Evers - Actor y humorista.
- Magalí Caballero - Modelo, ex Miss Verano 2013 y exparticipante de Desafío de campeones. Ingresó el día lunes 12 de mayo de 2014.
- Maximiliano Campana - Ingresó el día lunes 12 de mayo de 2014.

### Equipos iniciales
Los equipos iniciales de la temporada Famosos de "Yingo Paraguay" fueron los siguientes:
| Equipo       | Participantes | Eliminados |
| ------------ | --- | --- |
| Equipo Lila  | - Dereck Nkeng (Capitán) - Antonella Paciello - Basilis Stiene - Cecilio Cabañas - Fabio Giménez - Judith Gamarra - Magalí Cáceres - Milagros Brítez              | - Basilis Stiene - 1° Eliminado. - Moisés Flor - 4° Eliminado. - Walter Evers - 6° Eliminado. - Chris Justimiano - 7° Eliminada. - Magalí Caballero - 8° Eliminada. - Ariel Gómez - 10° Eliminado. Retirados - Lizzi Piñánez - Pasa al Equipo Verde. |
| Equipo Verde | - José Ayala (Capitán) - Anabel Arias - Daniel Brítez - Jazmín Chamorro - José Cabrera - José David Troche - Juan Pablo Giménez - Lizzi Piñánez - Thelma Ortigoza | - Fabiani Cantero - 2° Eliminado. - Fátima Román - 3° Eliminada. - Martín Salinas - 5° Eliminado. - Maximiliano Campana - 9° Eliminado. Retirados - Mirna Pereira - Rodrigo Servín                                                                   |

*Nota: De esta manera fue como quedaron conformados los equipos hasta antes del proceso de repechaje.

### Equipos de la etapa final
El día viernes 13 de junio de 2014 luego de finalizar el proceso de repechaje, los participantes recién reingresados pasan a formar parte de un tercer equipo para poder competir contra los del lila y verde. Los nuevos equipos de la temporada Famosos de "Yingo Paraguay", que estuvieron conformados por cada uno de los participantes de la competencia, son los siguientes:
| Equipo       | Participantes                                                                                               | Eliminados |
| ------------ | --- | --- |
| Equipo Lila  | - Antonella Paciello - Basilis Stiene - Cecilio Cabañas - Fabio Giménez - Judith Gamarra - Magalí Cáceres   | - Dereck Nkeng (Capitán) - 17° Eliminado. - Milagros Brítez - 18° Eliminada. |
| Equipo Verde | - José Ayala (Capitán) - Anabel Arias - José Cabrera - Juan Pablo Giménez - Lizzi Piñánez - Thelma Ortigoza | - José David Troche - 12° Eliminado. - Jazmín Chamorro - 15° Eliminada. - Daniel Brítez - 16° Eliminado.                                                                                 |
| Equipo Negro | - Fátima Román - Walter Evers                                                                               | - Chris Justimiano - 11° Eliminada. - Martín Salinas - 13° Eliminado. - Ariel Gómez (Capitán) - 14° Eliminado. - Fabiani Cantero - 19° Eliminado. - Maximiliano Campana - 20° Eliminado. |

*Nota: De esta manera fue como quedaron conformados los Equipos hasta que comenzó la competencia individual, momento en el cual fueron disueltos.

### Primera etapa de repechaje
El día lunes 7 de abril de 2014 se dio inicio a lo que sería el proceso de repechaje en el programa, con el ingreso del primer participante eliminado. Desde allí, los participantes eliminados formarán parte del equipo negro, extendiéndose hasta el día miércoles 11 de junio de 2014 en donde se sometieron a la dura competencia mixta.
| Equipo                      | Ganadores | Eliminados                       |
| --------------------------- | --- | -------------------------------- |
| Equipo de repechaje (Negro) | - Basilis Stiene Reingresó por votación del público. - Martín Salinas - Fabiani Cantero - Fátima Román - Ariel Gómez - Chris Justimiano - Maximiliano Campana - Walter Evers Reingresaron gracias a que ganaron el repechaje por mayoría de puntaje. | - Moisés Flor - Magalí Caballero |

Sin embargo para llegar al resultado anteriormente mostrado, esta etapa de repechaje constó de dos instancias que fueron las siguientes:
- En la primera instancia el que jugaba un papel fundamental era el público, ya que mediante su votación a través de mensajes de texto los televidentes pudieron apoyar a uno de los participantes para que reingresara al programa.
- En la segunda instancia cada uno de los nueve participantes del equipo Negro tuvieron que competir en pruebas absolutamente individuales para ganar puntos. Los dos que tuvieran menos puntaje al final del día eran automáticamente eliminados del programa pasando nuevamente a la última instancia de repechaje a realizarse antes de la final de la temporada, mientras que los otros reingresan a la competencia como un tercer equipo para competir contra los del lila y verde.

## Competencia por equipos (Primera fase)

### Tabla de competencia
Equipo Lila
| Participantes          | Condición en el programa |
| ---------------------- | ------------------------ |
| Dereck Nkeng (Capitán) | En competencia           |
| Antonella Paciello     | En competencia           |
| Cecilio Cabañas        | En competencia           |
| Fabio Giménez          | En competencia           |
| Judith Gamarra         | En competencia           |
| Magalí Cáceres         | En competencia           |
| Milagros Brítez        | En competencia           |
| Ariel Gómez            | 10° Eliminado            |
| Magalí Caballero       | 8° Eliminada             |
| Chris Justimiano       | 7° Eliminada             |
| Walter Evers           | 6° Eliminado             |
| Moisés Flor            | 4° Eliminado             |
| Basilis Stiene         | 1° Eliminado             |

Equipo Verde
| Participantes        | Condición en el programa    |
| -------------------- | --------------------------- |
| José Ayala (Capitán) | En competencia              |
| Anabel Arias         | En competencia              |
| Daniel Brítez        | En competencia              |
| Jazmín Chamorro      | En competencia              |
| José Cabrera         | En competencia              |
| José David Troche    | En competencia              |
| Juan Pablo Giménez   | En competencia              |
| Lizzi Piñánez        | En competencia              |
| Thelma Ortigoza      | En competencia              |
| Maximiliano Campana  | 9° Eliminado                |
| Martín Salinas       | 5° Eliminado                |
| Fátima Román         | 3° Eliminada                |
| Fabiani Cantero      | 2° Eliminado                |
| Rodrigo Servín       | Se retiró de la competencia |
| Mirna Pereira        | Se retiró de la competencia |

Notas
1. 1 2  Se retiró de la competencia el 9 de mayo de 2014 por motivos de salud.

### Tabla de eliminación
| Semana            | Instancia  | Día viernes  | Día lunes              | Día miércoles          | Día viernes            | Día lunes              | Total Acumulado         | Resultado Semanal |
| ----------------- | ---------- | ------------ | ---------------------- | ---------------------- | ---------------------- | ---------------------- | ----------------------- | ----------------- |
| 1: 21−31 de marzo | Ganadores  | Sin ganador  | Equipo Lila 40 Puntos  | Equipo Verde 50 Puntos | Equipo Lila 80 Puntos  | Equipo Verde 70 Puntos | Equipo Lila 190 Puntos  | Equipo Lila       |
| 1: 21−31 de marzo | Perdedores | Sin perdedor | Equipo Verde 20 Puntos | Equipo Lila 40 Puntos  | Equipo Verde 40 Puntos | Equipo Lila 30 Puntos  | Equipo Verde 180 Puntos | Equipo Verde      |

| Semana                    | Primeros sentenciados | Segundos sentenciados                                                                                                   | Terceros sentenciados                                 | Sentenciados extra                                           | Salvados en el proceso | Último salvado           | Eliminado                    |
| ------------------------- | --- | --- | ----------------------------------------------------- | ------------------------------------------------------------ | --- | ------------------------ | ---------------------------- |
| 2: 31 de marzo−7 de abril | Fabiani Cantero Rodrigo Servín | Basilis Stiene Fabio Giménez                                                                                            | Daniel Brítez José Ayala                              | Sin sentenciados                                             | Fabio Giménez Rodrigo Servín José Ayala Daniel Brítez | Fabiani Cantero          | Basilis Stiene               |
| 3: 9−14 de abril          | Lizzi Piñánez Daniel Brítez | Fátima Román Martín Salinas                                                                                             | Sin sentenciados                                      | Rodrigo Servín Fabiani Cantero                               | Daniel Brítez Rodrigo Servín Lizzi Piñánez Fátima Román | Martín Salinas           | Fabiani Cantero              |
| 4: 14−24 de abril         | Chris Justimiano Moisés Flor | Judith Gamarra Dereck Nkeng                                                                                             | Fátima Román Walter Evers                             | Ariel Gómez Milagros Brítez Rodrigo Servín                   | Chris Justimiano Walter Evers Ariel Gómez Judith Gamarra Moisés Flor Rodrigo Servín | Milagros Brítez          | Fátima Román                 |
| 5: 24 de abril−2 de mayo  | Moisés Flor Rodrigo Servín | José David Troche Ariel Gómez                                                                                           | Fabio Giménez Walter Evers                            | Dereck Nkeng Cecilio Cabañas                                 | José David Troche Cecilio Cabañas Fabio Giménez Rodrigo Servín Dereck Nkeng | Ariel Gómez Walter Evers | Moisés Flor                  |
| 6: 2−7 de mayo            | Jazmín Chamorro José Cabrera | Chris Justimiano Martín Salinas                                                                                         | José David Troche José Ayala                          | Thelma Ortigoza                                              | Chris Justimiano Jazmín Chamorro José Ayala Thelma Ortigoza José Cabrera | José David Troche        | Martín Salinas               |
| 7: 9−12 de mayo           | Ariel Gómez Antonella Paciello Cecilio Cabañas Chris Justimiano Dereck Nkeng Fabio Giménez Judith Gamarra Lizzi Piñánez Magalí Cáceres Milagros Brítez Walter Evers | Anabel Arias Daniel Brítez Jazmín Chamorro José Ayala José Cabrera José David Troche Juan Pablo Giménez Thelma Ortigoza | Sin sentenciados                                      | Sin sentenciados                                             | Juan Pablo Giménez Thelma Ortigoza Antonella Paciello Anabel Arias Lizzi Piñánez José Cabrera Chris Justimiano Ariel Gómez Daniel Brítez Judith Gamarra Milagros Brítez Cecilio Cabañas Jazmín Chamorro | Magalí Cáceres           | Walter Evers                 |
| 8: 12−19 de mayo          | Milagros Brítez Ariel Gómez | Antonella Paciello Fabio Giménez                                                                                        | Sin sentenciados                                      | Chris Justimiano José David Troche Dereck Nkeng Anabel Arias | Fabio Giménez Anabel Arias Antonella Paciello José David Troche | Milagros Brítez          | Chris Justimiano             |
| 9: 19−26 de mayo          | Magalí Caballero Dereck Nkeng | Milagros Brítez José David Troche                                                                                       | Sin sentenciados                                      | Ariel Gómez Maximiliano Campana                              | José David Troche Milagros Brítez Dereck Nkeng Maximiliano Campana | Ariel Gómez              | Magalí Caballero             |
| 10: 26 de mayo−2 de junio | Lizzi Piñánez José Cabrera | Milagros Brítez Dereck Nkeng                                                                                            | Sin sentenciados                                      | Maximiliano Campana Ariel Gómez                              | José Cabrera Dereck Nkeng Ariel Gómez Lizzi Piñánez | Milagros Brítez          | Maximiliano Campana          |
| 11: 2−9 de junio          | Jazmín Chamorro Ariel Gómez | Milagros Brítez José Ayala                                                                                              | José David Troche Antonella Paciello                  | Sin sentenciados                                             | Antonella Paciello Jazmín Chamorro José Ayala Milagros Brítez | José David Troche        | Ariel Gómez                  |
| 12: 11 de junio           | Basilis Stiene Fabiani Cantero Fátima Román | Moisés Flor Martín Salinas Walter Evers                                                                                 | Chris Justimiano Magalí Caballero Maximiliano Campana | Ariel Gómez                                                  | Basilis Stiene Martín Salinas Fabiani Cantero Fátima Román Ariel Gómez Chris Justimiano Maximiliano Campana                                                                                             | Walter Evers             | Moisés Flor Magalí Caballero |

Notas
1. ↑  Semana de acumulación de puntos, el equipo que sumaba más puntos ganaba y el perdedor debía sentenciar a dos participantes.
2. 1 2  Sin ganador ni perdedor ya que no hubo competencia por el lanzamiento de la nueva temporada y a la presentación de los nuevos participantes.
3. 1 2 3 4  Enviado/a a sentencia por irresponsabilidad.
4. 1 2 3 4 5  No participó en la noche de eliminación debido a que tiene reposo médico, de manera que queda automáticamente sentenciado para la próxima eliminación.
5. ↑  Enviado a sentencia por decisión del último eliminado, en este caso Fabiani Cantero.
6. ↑  Salvado/a en la prueba extrema.
7. 1 2  Salvado/a por los votos de los profesores.
8. ↑  Enviado a sentencia por decisión de la última eliminada, en este caso Fátima Román.
9. ↑  Enviada a sentencia por decisión del último eliminado, en este caso Moisés Flor.
10. ↑  Salvado/a en la prueba de resistencia.
11. ↑  Semana de eliminación especial, todos los participantes fueron sentenciados por irresponsabilidad.
12. ↑  Enviada a sentencia por decisión del último eliminado, en este caso Martín Salinas.
13. ↑  Enviada a sentencia por decisión del último eliminado, en este caso Walter Evers.
14. ↑  Enviado a sentencia por decisión de la última eliminada, en este caso Chris Justimiano.
15. ↑  Enviado a sentencia por decisión de la última eliminada, en este caso Magalí Caballero.
16. ↑  Enviado a sentencia por decisión del jurado.
17. ↑  Proceso de repechaje.
18. ↑  Salvado por el voto del público.
19. ↑  Debido a un empate en el puntaje acumulado entre Magalí Caballero y Walter Evers, el jurado tuvo que decidir, ellos eligieron a Walter Evers.

## Competencia por equipos (Segunda fase)

### Tabla de competencia
Equipo Lila
| Participantes      | Condición en el programa    |
| ------------------ | --------------------------- |
| Antonella Paciello | En competencia              |
| Basilis Stiene     | En competencia              |
| Cecilio Cabañas    | En competencia              |
| Fabio Giménez      | En competencia              |
| Magalí Cáceres     | En competencia              |
| Milagros Brítez    | 18° Eliminada               |
| Dereck Nkeng       | 17° Eliminado               |
| Judith Gamarra     | Se retiró de la competencia |

Notas
1. ↑  Se retiró de la competencia en el mes de julio de 2014 por motivos de salud.

Equipo Verde
| Participantes        | Condición en el programa |
| -------------------- | ------------------------ |
| José Ayala (Capitán) | En competencia           |
| Anabel Arias         | En competencia           |
| José Cabrera         | En competencia           |
| Juan Pablo Giménez   | En competencia           |
| Lizzi Piñánez        | En competencia           |
| Thelma Ortigoza      | En competencia           |
| Daniel Brítez        | 16° Eliminado            |
| Jazmín Chamorro      | 15° Eliminado            |
| José David Troche    | 12° Eliminado            |

Equipo Negro
| Participantes       | Condición en el programa |
| ------------------- | ------------------------ |
| Fátima Román        | En competencia           |
| Walter Evers        | En competencia           |
| Maximiliano Campana | 20° Eliminado            |
| Fabiani Cantero     | 19° Eliminado            |
| Ariel Gómez         | 14° Eliminado            |
| Martín Salinas      | 13° Eliminado            |
| Chris Justimiano    | 11° Eliminada            |

### Tabla de eliminación
| Semana                     | Sentenciados Equipo Verde                                  | Sentenciados Equipo Lila                                  | Sentenciados Equipo Negro                                     | Salvados en el proceso                                                                    | Último salvado                | Eliminado                           |
| -------------------------- | ---------------------------------------------------------- | --------------------------------------------------------- | ------------------------------------------------------------- | ----------------------------------------------------------------------------------------- | ----------------------------- | ----------------------------------- |
| 13: 13−20 de junio         | José Ayala Daniel Brítez                                   | Fabio Giménez Magalí Cáceres Dereck Nkeng                 | Fabiani Cantero Maximiliano Campana Chris Justimiano          | Fabio Giménez Daniel Brítez José Ayala Magalí Cáceres Fabiani Cantero Maximiliano Campana | Dereck Nkeng                  | Chris Justimiano                    |
| 14: 23−27 de junio         | José Ayala José David Troche                               | Milagros Brítez Antonella Paciello                        | Ariel Gómez Walter Evers                                      | Walter Evers Milagros Brítez Ariel Gómez                                                  | Antonella Paciello José Ayala | José David Troche                   |
| 15: 30 de junio−4 de julio | Juan Pablo Giménez                                         | Basilis Stiene Cecilio Cabañas                            | Maximiliano Campana Martín Salinas Fabiani Cantero            | Basilis Stiene Cecilio Cabañas Juan Pablo Giménez Fabiani Cantero                         | Maximiliano Campana           | Martín Salinas                      |
| 16: 7−11 de julio          | Sin sentenciados                                           | Dereck Nkeng Fabio Giménez Magalí Cáceres Milagros Brítez | Fátima Román Walter Evers Ariel Gómez                         | Dereck Nkeng Milagros Brítez Fátima Román Magalí Cáceres Walter Evers                     | Fabio Giménez                 | Ariel Gómez                         |
| 17: 14 de julio            | Anabel Arias Jazmín Chamorro Lizzi Piñánez Thelma Ortigoza | Sin sentenciados                                          | Sin sentenciados                                              | Lizzi Piñánez Anabel Arias                                                                | Thelma Ortigoza               | Jazmín Chamorro                     |
| 17: 14 de julio            | Daniel Brítez José Ayala José Cabrera Juan Pablo Giménez   | Sin sentenciados                                          | Sin sentenciados                                              | José Ayala Juan Pablo Giménez                                                             | José Cabrera                  | Daniel Brítez                       |
| 18: 16 de julio            | Sin sentenciados                                           | Dereck Nkeng Basilis Stiene Cecilio Cabañas Fabio Giménez | Sin sentenciados                                              | Basilis Stiene Fabio Giménez                                                              | Cecilio Cabañas               | Dereck Nkeng                        |
| 18: 16 de julio            | Sin sentenciados                                           | Antonella Paciello Magalí Cáceres Milagros Brítez         | Sin sentenciados                                              | Antonella Paciello                                                                        | Magalí Cáceres                | Milagros Brítez                     |
| 19: 18 de julio            | Sin sentenciados                                           | Sin sentenciados                                          | Fabiani Cantero Fátima Román Maximiliano Campana Walter Evers | Fátima Román                                                                              | Walter Evers                  | Fabiani Cantero Maximiliano Campana |
| 20: 21 de julio            | Jazmín Chamorro                                            | Milagros Brítez                                           | Chris Justimiano                                              | Sin salvado                                                                               | Milagros Brítez               | Chris Justimiano Jazmín Chamorro    |
| 20: 21 de julio            | Daniel Brítez José David Troche                            | Dereck Nkeng                                              | Ariel Gómez                                                   | Daniel Brítez                                                                             | José David Troche             | Ariel Gómez Dereck Nkeng            |

Notas
1. ↑  Enviado a sentencia por decisión del último eliminado, en este caso Ariel Gómez.
2. ↑  Enviada a sentencia por decisión del último eliminado, en este caso Maximiliano Campana.
3. ↑  Enviado/a a sentencia por irresponsabilidad.
4. ↑  Debido a un empate en el puntaje acumulado entre Daniel Brítez y José Cabrera, el jurado tuvo que decidir a quién eliminar, ellos eligieron a Daniel Brítez.
5. ↑  Semana de doble eliminación.
6. ↑  Debido a un empate en el puntaje acumulado entre Fabiani Cantero, Maximiliano Campana y Walter Evers, el jurado tuvo que decidir a quién salvar, ellos eligieron a Walter Evers.
7. ↑  Proceso de repechaje.
8. 1 2  Reingresó al repechaje por votación del público.
9. ↑  Debido a un empate en el puntaje acumulado entre Dereck Nkeng y José David Troche, el jurado tuvo que decidir a quién salvar, ellos eligieron a José David Troche.

### Segunda etapa de repechaje
Para el segundo repechaje de Yingo Famosos, reingresarán (de entre los eliminados del equipo negro) dos participantes para competir contra los eliminados del equipo lila y verde en una última oportunidad para volver a la competencia.
| Ganadores | Eliminados |
| --- | --- |
| - Milagros Brítez - Daniel Brítez - José David Troche Reingresaron gracias a que ganaron el repechaje por mayoría de puntaje. | - Fabiani Cantero - Moisés Flor - Martín Salinas - Maximiliano Campana - Chris Justimiano - Jazmín Chamorro - Ariel Gómez - Dereck Nkeng Fueron eliminados para siempre. Retirada - Magalí Caballero |

Los participantes con mayor porcentaje en la votación del público que tendrán la oportunidad de reingresar al repechaje. A continuación la composición de la misma:
| Participantes       | Condición en la votación    | Porcentaje de la votación del público |
| ------------------- | --------------------------- | ------------------------------------- |
| Ariel Gómez         | Ingresó al repechaje        | 38.25%                                |
| Fabiani Cantero     | Se retiró de la competencia | 21.75%                                |
| Chris Justimiano    | Ingresó al repechaje        | 19%                                   |
| Moisés Flor         | No ingresó                  | ----                                  |
| Martín Salinas      | No ingresó                  | ----                                  |
| Maximiliano Campana | No ingresó                  | ----                                  |

Notas
1. ↑  Fabiani Cantero al ser la segunda persona más votada ingresa al repechaje, pero este decide abandonar la competencia, por lo tanto se cede su puesto a la siguiente persona más votada, en este caso Chris Justimiano.

## Competencia individual
El día miércoles 23 de julio de 2014 inició la competencia individual, donde cada participante competirá de forma individual separados por género. Los puntajes eran repartidos en forma decreciente, diferenciados por género, desde 800 (en el caso de los hombres) y 600 (en el caso de las mujeres) puntos para el ganador, hasta 0 puntos para el último participante. Los que llegaron hasta esta etapa son los siguientes:

### Tabla de competencia
| Participantes                | Condición en el programa |
| ---------------------------- | ------------------------ |
| José Ayala - (Verde)         | Ganador                  |
| Milagros Brítez - (Lila)     | 2º Lugar                 |
| Fabio Giménez - (Lila)       | 2º Lugar                 |
| Cecilio Cabañas - (Lila)     | 3º Lugar                 |
| Lizzi Piñánez - (Verde)      | 5º Lugar                 |
| Anabel Arias - (Verde)       | 6º Lugar                 |
| Anabel Arias - (Verde)       | 21° Eliminada            |
| Thelma Ortigoza - (Verde)    | Semifinalista            |
| Daniel Brítez - (Verde)      | Semifinalista            |
| Basilis Stiene - (Lila)      | Semifinalista            |
| Antonella Paciello - (Lila)  | Semifinalista            |
| Walter Evers - (Negro)       | 27º Eliminado            |
| José David Troche - (Verde)  | 26º Eliminado            |
| Fátima Román - (Negro)       | 25º Eliminado            |
| Juan Pablo Giménez - (Verde) | 24º Eliminado            |
| José Cabrera - (Verde)       | 23º Eliminado            |
| Magalí Cáceres - (Lila)      | 22º Eliminada            |

Notas
1. ↑  Reingresó directamente a la Final por el voto del público.

### Tabla de eliminación
| Semana          | Sentenciados Individuales | Salvados en el proceso                                                                    | Último salvado  | Eliminado                          |
| --------------- | --- | ----------------------------------------------------------------------------------------- | --------------- | ---------------------------------- |
| 21: 23 de julio | Anabel Arias Antonella Paciello Fátima Román Lizzi Piñánez Magalí Cáceres Milagros Brítez Thelma Ortigoza                            | Lizzi Piñánez Thelma Ortigoza Antonella Paciello Milagros Brítez                          | Fátima Román    | Anabel Arias Magalí Cáceres        |
| 21: 23 de julio | Basilis Stiene Cecilio Cabañas Daniel Brítez Fabio Giménez José Ayala José Cabrera José David Troche Juan Pablo Giménez Walter Evers | Basilis Stiene Cecilio Cabañas Daniel Brítez Fabio Giménez José David Troche Walter Evers | José Ayala      | José Cabrera Juan Pablo Giménez    |
| 22: 25 de julio | Antonella Paciello Fátima Román Lizzi Piñánez Milagros Brítez Thelma Ortigoza                                                        | Thelma Ortigoza Antonella Paciello Lizzi Piñánez                                          | Milagros Brítez | Fátima Román                       |
| 22: 25 de julio | Basilis Stiene Cecilio Cabañas Daniel Brítez Fabio Giménez José Ayala José David Troche Walter Evers                                 | Fabio Giménez José Ayala Daniel Brítez Cecilio Cabañas                                    | Basilis Stiene  | José David Troche Walter Evers     |
| 22: 28 de julio | Antonella Paciello Lizzi Piñánez Milagros Brítez Thelma Ortigoza                                                                     | Milagros Brítez                                                                           | Lizzi Piñánez   | Antonella Paciello Thelma Ortigoza |
| 22: 28 de julio | Basilis Stiene Cecilio Cabañas Daniel Brítez Fabio Giménez José Ayala                                                                | José Ayala Fabio Giménez                                                                  | Cecilio Cabañas | Basilis Stiene Daniel Brítez       |

Notas
1. 1 2  Semana de doble eliminación para ambos géneros.
2. ↑  Semana de doble eliminación para los hombres.
3. ↑  Debido a un empate en el puntaje acumulado entre Lizzi Piñánez y Thelma Ortigoza, el jurado tuvo que decidir a quién salvar, ellos eligieron a Lizzi Piñánez.

### Participantes eliminados
Para la final de Yingo Famosos, reingresará (de entre los últimos eliminados) un participante para competir.
| Participantes eliminados                                                                                              |
| --- |
| - Anabel Arias - Magalí Cáceres - José Cabrera - Juan Pablo Giménez - Fátima Román - José David Troche - Walter Evers |

El participante con mayor porcentaje en la votación del público que tendrá la oportunidad de reingresar a la Gran Final. 
A continuación la composición de la misma:
| Participantes      | Condición en la votación | Porcentaje de la votación del público |
| ------------------ | ------------------------ | ------------------------------------- |
| Anabel Arias       | Ingresó a la Gran Final  | 65.55%                                |
| Fátima Román       | No ingresó               | 10.68%                                |
| Juan Pablo Giménez | No ingresó               | 7.39%                                 |
| José David Troche  | No ingresó               | 6.19%                                 |
| Magalí Cáceres     | No ingresó               | 4.39%                                 |
| Walter Evers       | No ingresó               | 3.39%                                 |
| José Cabrera       | No ingresó               | 2.41%                                 |

## Gran final
- Desde el miércoles 23 de julio de 2014, comenzó la búsqueda del ganador del programa, por lo que los famosos debían sortear las duras pruebas y desafíos para no ser eliminados y llegar a ser así uno de los finalistas del programa.
- El día miércoles 30 de julio de 2014, se realizará la final de la temporada de Yingo Famosos, en el horario estelar (20:30 horas, GMT-4), el ganador fue José Ayala quien obtuvo como Gran Premio Final un automóvil "0" kilómetros.
- Lizzi Piñánez, ganó el premio simbólico que entrega el programa denominado como "Factor Yingo" por ser quien mejor representa los valores del programa, como lo son la sana competencia y el compañerismo.
- Por otro lado Milagros Brítez y Fabio Giménez, quienes lograron el segundo lugar en el programa, obtuvieron un premio monetario de trece millones de guaraníes (Gs. 13.000.000).

| Fabio Giménez   | 200 puntos | 500 puntos | 300 puntos | 500 puntos | 200 puntos / (6.14%)   | 1700 puntos | 2° Lugar |
| Lizzi Piñánez   | 500 puntos | 100 puntos | 100 puntos | 200 puntos | 400 puntos / (18.00%)  | 1300 puntos | 5° Lugar |
| José Ayala      | 100 puntos | 400 puntos | 500 puntos | 0 puntos   | 800 puntos / (25.11%)  | 1800 puntos | Ganador  |
| Milagros Brítez | 300 puntos | 300 puntos | 0 puntos   | 100 puntos | 1000 puntos / (26.77%) | 1700 puntos | 2° Lugar |
| Cecilio Cabañas | 0 puntos   | 0 puntos   | 400 puntos | 400 puntos | 600 puntos / (22.17%)  | 1400 puntos | 3° Lugar |
| Anabel Arias    | 400 puntos | 200 puntos | 200 puntos | 300 puntos | 0 puntos / (1.81%)     | 1100 puntos | 6° Lugar |

### Cuadro de Honor
| Lugar      | Participante                  | Premio                   |
| ---------- | ----------------------------- | ------------------------ |
| 1.er Lugar | José Ayala                    | Automóvil "0" kilómetros |
| 2.º Lugar  | Milagros Brítez Fabio Giménez | Gs. 13.000.000           |
| 3.er Lugar | Cecilio Cabañas               | Gs. 7.000.000            |
| 4.º Lugar  | —                             | —                        |
| 5.º Lugar  | Lizzi Piñánez                 | —                        |
| 6.º Lugar  | Anabel Arias                  | —                        |

## Jurados y Juez
Un jurado que evalúa los desafíos de canto y/o baile además de velar por la correcta realización de los juegos o pruebas, aunque algunas veces existan fuertes conflictos con los participantes del programa y un juez encargado de las competencias físicas y de cultura.
- Emilio Marín - Abogado, locutor de radio y Dj.[12]
- Dallys Ferreira - Actriz, modelo y conductora de tevé.[13]
- Héctor Riveros - Periodista y conductor de tevé.
- Víctor Niella - Lic. en Comercio internacional, empresario y campeón nacional de culturismo.